# Corte d'appello di Messina

Territorio del distretto di corte d'appello di Messina

Il distretto della Corte d'appello di Messina è formato dai circondari dei Tribunali ordinari di Barcellona Pozzo di Gotto, Messina e Patti.
Costituisce una delle quattro Corti d'appello nel territorio della Regione Siciliana.

## Competenza territoriale civile e penale degli uffici del distretto
Le circoscrizioni territoriali sono aggiornate al testo della legge 27 febbraio 2015, n. 11 e del decreto ministeriale 27 maggio 2016.

## Tribunale di Barcellona Pozzo di Gotto
- Tribunale, sede centrale: Barcellona Pozzo di Gotto, Basicò, Castroreale, Condrò, Fondachelli-Fantina, Furnari, Gualtieri Sicaminò, Merì, Mazzarrà Sant'Andrea, Milazzo, Monforte San Giorgio, Montalbano Elicona, Novara di Sicilia, Pace del Mela, Rodì Milici, San Filippo del Mela, San Pier Niceto, Santa Lucia del Mela, Terme Vigliatore, Tripi
- Tribunale, sezione distaccata di Lipari:[2]Leni, Lipari, Malfa, Santa Marina Salina

### Giudice di pace di Barcellona Pozzo di Gotto
Barcellona Pozzo di Gotto, Basicò, Castroreale, Condrò, Gualtieri Sicaminò, Merì, Milazzo, Monforte San Giorgio, Montalbano Elicona, Pace del Mela, Rodì Milici, San Filippo del Mela, San Pier Niceto, Santa Lucia del Mela, Terme Vigliatore

### Giudice di pace di Lipari
Leni, Lipari, Malfa, Santa Marina Salina

### Giudice di pace di Novara di Sicilia
Fondachelli-Fantina, Furnari, Mazzarrà Sant'Andrea, Novara di Sicilia, Tripi

## Tribunale di Messina

### Giudice di pace di Messina
Alì, Alì Terme, Antillo, Casalvecchio Siculo, Castelmola, Fiumedinisi, Forza d'Agrò, Francavilla di Sicilia, Furci Siculo, Gaggi, Gallodoro, Giardini-Naxos, Graniti, Itala, Letojanni, Limina, Malvagna, Mandanici, Messina, Mojo Alcantara, Mongiuffi Melia, Motta Camastra, Nizza di Sicilia, Pagliara, Roccafiorita, Roccalumera, Roccella Valdemone, Saponara, Santa Domenica Vittoria, Santa Teresa di Riva, Sant'Alessio Siculo, Savoca, Scaletta Zanclea, Taormina, Villafranca Tirrena

### Giudice di pace di Rometta
Roccavaldina, Rometta, Spadafora, Torregrotta, Valdina, Venetico

## Tribunale di Patti

### Giudice di pace di Mistretta
Caronia, Castel di Lucio, Mistretta, Motta d'Affermo, Pettineo, Reitano, Santo Stefano di Camastra, Tusa

### Giudice di pace di Naso
Capo d'Orlando, Capri Leone, Frazzanò, Mirto, Naso, San Salvatore di Fitalia

### Giudice di pace di Patti
Acquedolci, Alcara li Fusi, Castell'Umberto, Falcone, Floresta, Galati Mamertino, Gioiosa Marea, Librizzi, Longi, Montagnareale, Militello Rosmarino, Oliveri, Patti, Raccuja, San Fratello, San Marco d'Alunzio, San Piero Patti, Sant'Agata di Militello, Torrenova, Tortorici, Ucria

### Giudice di pace di Sant'Angelo di Brolo
Brolo, Ficarra, Piraino, Sant'Angelo di Brolo, Sinagra

## Altri organi giurisdizionali competenti per i comuni del distretto

### Sezioni specializzate
- Corte d’assise di Messina
- Corte d'assise d'appello di Messina
- Sezioni specializzate in materia di impresa presso il Tribunale e la Corte d'appello di Catania
- Tribunale regionale delle acque pubbliche di Palermo
- Sezione specializzata in materia di immigrazione, protezione internazionale e libera circolazione dei cittadini dell'Unione europea presso il Tribunale di Messina

### Giustizia minorile
- Tribunale per i minorenni di Messina
- Corte d'appello di Messina, sezione per i minorenni

### Sorveglianza
- Ufficio di sorveglianza di Messina
- Tribunale di sorveglianza di Messina

### Giustizia tributaria
- Commissione tributaria provinciale (CTP): Messina
- Commissione tributaria regionale (CTR) Sicilia, sezione staccata di Messina

### Giustizia militare
- Tribunale militare di Napoli
- Corte d’appello militare di Roma

### Giustizia contabile
- Corte dei Conti: Sezione Giurisdizionale per la Regione Siciliana; Sezione regionale di controllo per la Regione Siciliana; Procura regionale presso la sezione giurisdizionale; Sezione giurisdizionale d'appello; Procura Generale d'appello; Sezioni Riunite con sede a Palermo[3]

### Giustizia amministrativa
- Tribunale Amministrativo Regionale per la Sicilia – sezione staccata di Catania[4]
- Consiglio di giustizia amministrativa per la Regione siciliana (Palermo)[5]

### Usi civici
- Commissariato per la liquidazione degli usi civici della Sicilia, con sede a Palermo